# Alan Carrington
Alan Carrington (6 janvier 1934 - 31 août 2013) est un chimiste britannique et l'un des principaux spectroscopistes en Grande-Bretagne à la fin du XXe siècle,.

## Éducation
Alan Carrington fait ses études à la Colfe's School (en) et à l'université de Southampton où il obtient les diplômes de B.Sc. et doctorat. Alors qu'il est encore doctorant, Alan Carrington passe un an en tant que chercheur à l'université du Minnesota.

## Carrière et recherche
Carrington est fellow du Downing College de Cambridge entre 1959 et 1967, où il travaille en étroite collaboration avec Christopher Longuet-Higgins, et devient directeur adjoint de la recherche en 1963. En 1967, Alan Carrington retourne à l'université de Southampton en tant que l'un des plus jeunes professeurs de chimie de Grande-Bretagne à l'époque, devenant professeur de recherche de la Royal Society de 1979 jusqu'à sa retraite en 1999. Carrington déplace son poste de professeur de recherche de la Royal Society de Southampton à l'université d'Oxford dans la période 1984-1987 au cours de laquelle son laboratoire se trouve dans les laboratoires de chimie physique (alors) sur South Parks Road. Pendant son séjour à Oxford, Carrington est membre du Jesus College d'Oxford. Carrington transfère son poste de professeur de recherche à l'université de Southampton en 1987, où il reste jusqu'à sa retraite de l'Université de Southampton en 1999,.
Les premières contributions de Carrington à la physique chimique concernent les domaines de la spectroscopie par résonance de spin électronique (RSE) et de la résonance magnétique en général. Au cours de cette période, Carrington est l'auteur de la monographie classique sur la résonance magnétique avec Andrew McLachlan, Introduction à la résonance magnétique avec applications à la chimie et à la physique chimique.
Les travaux ultérieurs de Carrington portent sur l'examen de la structure des ions moléculaires dans des régions d'énergie proches de leurs limites de dissociation. Ces travaux sur la spectroscopie des ions moléculaires simples fournissent des mesures précises avec lesquelles des calculs théoriques pourraient utilement être comparés. En particulier, ses travaux sur les molécules diatomiques et triatomiques les plus simples donnent lieu à des mesures qui n'ont pas encore été assorties de calculs théoriques. Une grande partie de ce travail est passée en revue dans la monographie classique rédigée avec John M Brown, Rotational Spectroscopy of Diatomic Molecules.
Carrington est élu membre de la Royal Society (FRS) en 1971, et reçoit le Faraday Lectureship Prize en 1986 et la médaille Davy en 1992. Il est également associé étranger de l'Académie nationale des sciences des États-Unis en 1994. Il est président de la division Faraday de la Royal Society of Chemistry en 1997-1998. Il est nommé commandeur de l'ordre de l'Empire britannique en 1999 et membre honoraire du Downing College de Cambridge en 2000.